# مديرية بور
مديرية بور (بالصربية: Борски управни округ)‏ هي مديرية في صربيا، تقع في Southern and Eastern Serbia ‏، بلغ عدد سكانها 124,992 نسمة، عاصمتها بور، تبلغ مساحتها 3,507.0 كيلومتر مربع.